# You’re Beautiful
You’re Beautiful – utwór brytyjskiego wokalisty Jamesa Blunta. Wydany został 30 maja 2005 roku przez wytwórnię płytową Atlantic Records jako trzeci singel z jego pierwszego albumu studyjnego, zatytułowanego Back to Bedlam. Twórcami tekstu są James Blunt, Sacha Skarbek i Amanda Ghost, natomiast Tom Rothrock zajął się jego produkcją. „You’re Beautiful” dotarł do szczytu list przebojów w Holandii, Irlandii, Kanadzie, Stanach Zjednoczonych, Szwecji oraz w Wielkiej Brytanii. Utwór otrzymał trzy nominacje do nagrody Grammy w 2007 roku, jednak nie zwyciężył w żadnej kategorii, natomiast teledysk utworu wygrał dwie nagrody MTV Video Music Awards. Singel zajął 7. miejsce na sporządzonej przez magazyn muzyczny Rolling Stone liście najbardziej irytujących piosenek.

## Inspiracje i wydanie
Wiele gazet sugerowało, iż piosenka opowiada o byłej dziewczynie Blunta, Dixie Chassay, jednak muzyk zdementował te pogłoski. 8 marca 2008 roku w programie Oprah Winfrey przyznał on, iż "You're Beautiful" mówi o jego dawnej dziewczynie, którą niespodziewanie spotkał w londyńskim metrze, gdzie była z innym mężczyzną, o którym Blunt nie miał pojęcia.
Istnieje kilka wersji piosenki, spośród których najpopularniejsza jest wersja albumowa, która pojawiła się na większości wydań singli. Z kolei wersja radiowa nieznacznie różni się od oryginalnej. Poza wersją radiową i albumową ukazały się również wersja akustyczna, na żywo oraz DVD.

## Lista utworów
Wersja 1
1. "You're Beautiful"
2. "Fall at Your Feet" (wersja akustyczna)

Brytyjskie wydanie na CD.
Wersja 2
1. "You're Beautiful"
2. "High" (wersja akustyczna)
3. "You're Beautiful" (tworzenie wideoklipu)
4. "You're Beautiful" (wideoklip)

Wydanie na CD, dostępne w Australii i Nowej Zelandii.
Wersja 3
1. "You're Beautiful"
2. "So Long Jimmy" (wersja akustyczna)

Brytyjskie wydanie na płycie gramofonowej.

## Wideoklip
Za reżyserię teledysku do piosenki odpowiedzialny był Sam Brown. Ukazany w wideoklipie Blunt pozbywa się ubrań z górnej części ciała, podczas gdy pogoda jest mroźna i deszczowa. Następnie siada on na ziemi, zdejmuje buty i wyjmuje z kieszeni osobiste przedmioty oraz zdejmuje z palców pierścionki. Wszystkie te rzeczy ustawia w równym rzędzie tuż przed sobą, a kiedy to robi, kamera kieruje się na niebo, na którym widoczne są mewy. Pod koniec wideoklipu Blunt niespodziewanie wstaje, kieruje się do tyłu, po czym oddaje skok z wysokiego klifu i ląduje w głębinach lodowatej wody, śpiewając równocześnie: "But it's time to face the truth, I will never be with you" ("Ale to czas, by zmierzyć się z prawdą, nigdy z tobą nie będę").
Skok muzyka do wody może oznaczać jego śmierć, ale może on również znaczyć ostateczny koniec jego związku z kobietą, o której śpiewa. Cały wideoklip być może jest metaforą tego, jak związek Blunta się rozpadał, aż nastąpił jego definitywny koniec, kiedy zobaczył on swą dziewczynę z innym mężczyzną.
Kontynuacja wideoklipu po raz pierwszy zaprezentowana została na gali rozdania nagród Brit Awards w lutym 2006 roku. Przedstawia ona trzy piękne syreny, pływające pod wodą, do których niespodziewanie dołącza Blunt, gdy zeskakuje z klifu. Podczas trwania piosenki bawią się wspólnie, aż do wersu "But it's time to face the truth, I will never be with you", kiedy muzyk zostawia syreny i powraca na powierzchnię. Od tego czasu, podczas wykonywania "You're Beautiful" na żywo, na ekranach odtwarzana jest kontynuacja teledysku.

## Pozycje na listach przebojów
| Kraj              | Lista (2005-06/2012)    | Pozycja | Status             |
| ----------------- | ----------------------- | ------- | ------------------ |
| Australia         | Top 50 Singles          | 2       | platynowa płyta    |
| Austria           | Singles Top 75          | 6       | złota płyta        |
| Belgia (Flandria) | Ultratop 50             | 1       | złota płyta        |
| Belgia (Wallonia) | Ultratop 50             | 3       | złota płyta        |
| Holandia          | Single Top 100          | 1       | –                  |
| Irlandia          | Top 50 Singles          | 1       | –                  |
| Kanada            | Canadian Hot 100        | 1       | 2× platynowa płyta |
| Niemcy            | Top 100 Singles         | 2       | platynowa płyta    |
| Nowa Zelandia     | Top 40 Singles          | 4       | –                  |
| Polska            | AirPlay – Top           | 3       | –                  |
| Stany Zjednoczone | Hot 100                 | 1       | 2× platynowa płyta |
| Szkocja           | Scottish Singles Top 40 | 9       | –                  |
| Szwajcaria        | Singles Top 75          | 2       | złota płyta        |
| Szwecja           | Top 60 Singles          | 1       | –                  |
| Wielka Brytania   | Singles Top 100         | 1       | platynowa płyta    |
| Włochy            | Top 20 Singles          | –       | platynowa płyta    |

## Covery
- Maria Lawson wykonała cover piosenki podczas jednego z odcinków drugiej serii brytyjskiego programu rozrywkowego The X Factor. Wersja ta wydana została również na jej debiutanckim albumie, Maria Lawson.
- Beverley Trotman wykonała cover piosenki podczas jednego z odcinków czwartej serii brytyjskiego programu rozrywkowego The X Factor.
- Kenny G nagrał własny cover piosenki i wydał go na swoim albumie I'm in the Mood for Love...The Most Romantic Melodies of All Time.